# Amar pelos dois
Amar pelos dois песма је португалског певача Салвадора Собрала којом je победио на Песми Евровизије 2017.